# Myiopharus aberrans
Myiopharus aberrans är en tvåvingeart som först beskrevs av Townsend 1916.  Myiopharus aberrans ingår i släktet Myiopharus och familjen parasitflugor. Inga underarter finns listade i Catalogue of Life.